# Együttrezgő húr

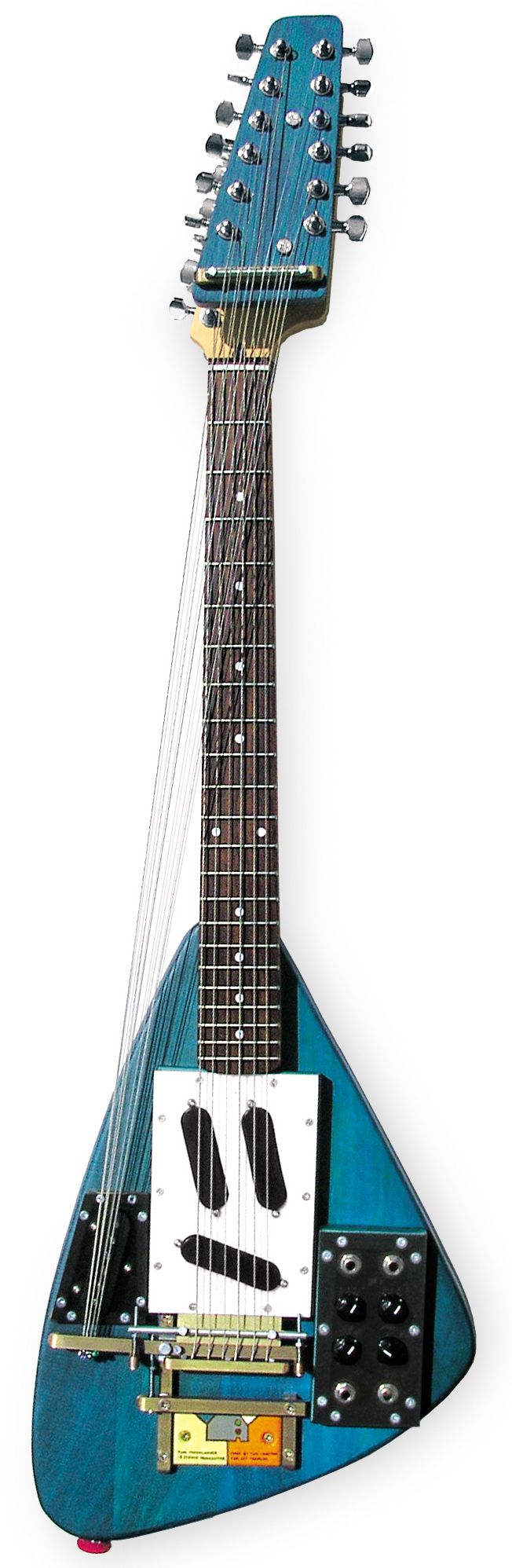
Moonlander, Lee Ranaldo, Sonic Youth, Yuri Landman, 2007

Húros hangszerek esetén együttrezgő húr az a húr, amelyeket közvetlenül nem használnak (nem pengetik, vagy húzzák meg rajtuk a vonót), hanem amíg a többi húron játszanak, addig ez a húr a rezonancia következtében rezgésbe jön, erősítve, dúsítva ezzel a megszólaltatott húr felhangjait.
Együttrezgő húr van például az alábbi hangszereken:
- baryton
- fidula
- gadulka
- gudok
- hardanger fidula
- lira da braccio
- lira da gamba
- a nyckelharpa bizonyos variánsai
- szitár
- viola d’amore